# Instytut Badań Jądrowych

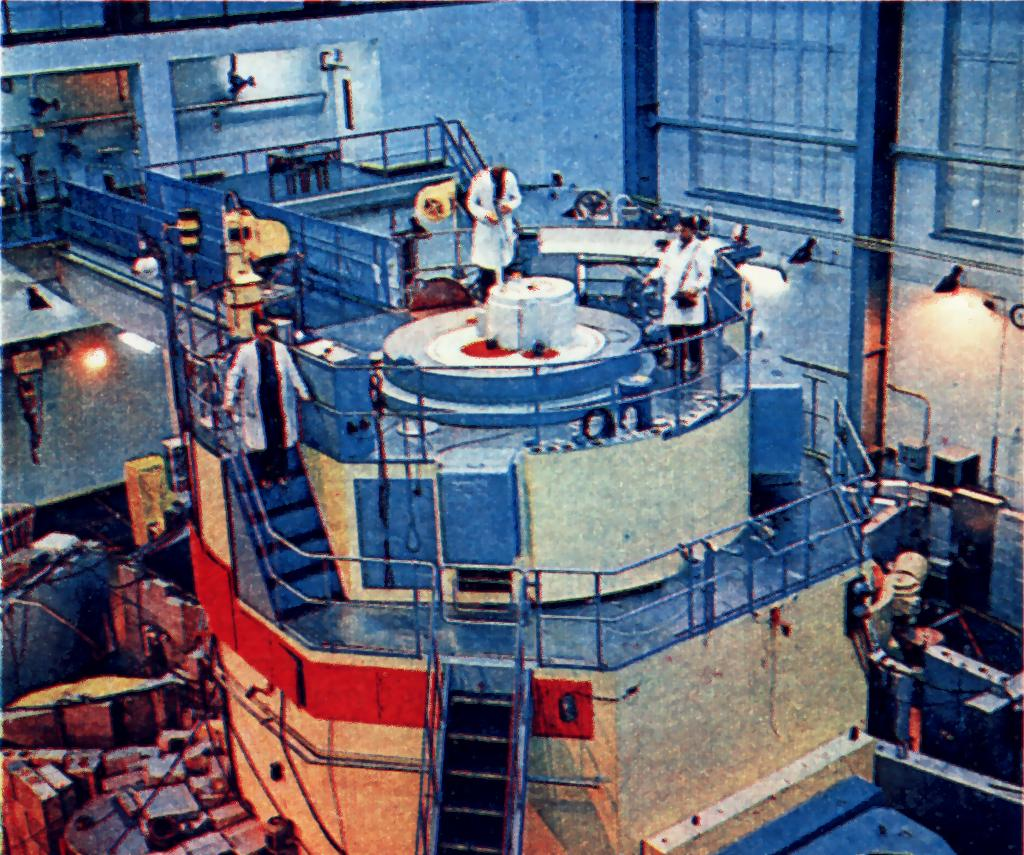
Reaktor EWA w IBJ

Instytut Badań Jądrowych im. Andrzeja Sołtana – polski instytut naukowy powstały w 1955 roku, podzielony w 1982 na trzy oddzielne instytuty związane z atomistyką:
- Instytut Problemów Jądrowych im. Andrzeja Sołtana (Otwock-Świerk, Warszawa, Łódź) – obecnie Narodowe Centrum Badań Jądrowych;
- Instytut Chemii i Techniki Jądrowej (Warszawa-Żerań);
- Instytut Energii Atomowej (Otwock-Świerk) – obecnie Narodowe Centrum Badań Jądrowych.

Siedziba główna instytutu znajdowała się w Świerku, dzielnicy Otwocka.

## Historia
Instytut Badań Jądrowych został powołany do życia 4 czerwca 1955 roku, na mocy uchwały Prezydium Rady Ministrów PRL. Początkowo IBJ został podporządkowany Polskiej Akademii Nauk, a rok później stał się  instytutem resortowym Pełnomocnika Rządu do Spraw Wykorzystania Energii Jądrowej. Organizatorem i pierwszym dyrektorem Instytutu był prof. dr Andrzej Sołtan.
Przed założeniem Instytutu Badań Jądrowych, za opracowanie założeń, wykonanie projektu i nadzór nad budową pierwszego w Polsce reaktora atomowego odpowiadały:
- Instytut Fizyki Polskiej Akademii Nauk (powstały w roku 1953), w tym Zakład Fizyki Jądra Atomowego w Krakowie,
- Zakład Fizyki Cząstek Elementarnych Polskiej Akademii Nauk (utworzony w marcu 1954 roku w Warszawie, powołany na mocy tajnej uchwały rządu[4])
- Zakład Urządzeń Naukowo-Technicznych Ministerstwa Przemysłu Chemicznego (powołany w dniu 9 lipca 1954).

Latem 1973, dla warszawskiego środowiska naukowego, zainstalowano w IBJ system komputerowy CDC CYBER-72, oparty na superkomputerze CDC 6400, z terminalami w ośmiu placówkach naukowych, tworząc wielodostępny System Abonencki Cyfronet..
W procesie reorganizacji z powodów politycznych, 1 stycznia 1983 r. zarządzeniem generała Wojciecha Jaruzelskiego Instytut Badań Jądrowych został podzielony na trzy odrębne jednostki: Instytut Problemów Jądrowych i Instytut Energii Atomowej oraz Instytut Chemii i Techniki Jądrowej.

## Reaktory
W Instytucie działało kilka reaktorów jądrowych. W latach 1958–1995 działał reaktor "EWA" (Eksperymentalny, Wodny, Atomowy) sprowadzony z ZSRR i zmontowany w Świerku, o mocy początkowo 2 MW powiększonej do 10 MW. W marcu 1963 roku oddano do użytku skonstruowany wyłącznie przez polskich naukowców reaktor "Anna" o mocy 10 kW, służący do badań fizyki reaktorów. 29 grudnia 1964 uruchomiono kolejny reaktor całkowicie polskiej konstrukcji o nazwie "Maryla", a w 1973 reaktor "Agata" o konstrukcji podobnej do reaktora "Maria".
W grudniu 1974 uruchomiono działający do dziś reaktor "Maria", który od podstaw został zbudowany w Polsce, choć oparty na radzieckim pomyśle – reaktorze MR w Instytucie Kurczatowa w Moskwie.